# Квимби (Ајова)
Квимби (енгл. Quimby) град је у америчкој савезној држави Ајова. По попису становништва из 2010. у њему је живело 319 становника.

## Демографија
Према попису становништва из 2010. у граду је живело 319 становника, што је -49 (-13.3%) становника више него 2000. године.
| Група             | 2000.       | 2010.       |
| Белци             | 361 (98,1%) | 313 (98,1%) |
| Афроамериканци    | 2 (0,5%)    | 0 (0,0%)    |
| Азијати           | 1 (0,3%)    | 2 (0,6%)    |
| Хиспаноамериканци | 3 (0,8%)    | 4 (1,3%)    |
| Укупно            | 368         | 319         |